# Spoorlijn 031
Spoorlijn 031 is een 39 kilometer lange spoorlijn in Tsjechië die loopt van Pardubice naar Jaroměř. Het is een van de belangrijkste aftakkingen van spoorlijn 010, de grootste lijn van Praag naar het oosten.
Lijn 031 begint op station Pardubice hlavní nádraží, het hoofdstation van Pardubice. Naast Pardubice zijn Hradec Králové, Smiřice en Jaroměř de grootste plaatsen langs het traject. Spoorlijn 031 wordt gebruikt door verschillende intercity's, onder andere van Liberec naar Pardubice. Daarnaast rijden er meerdere stoptreinen over het traject.

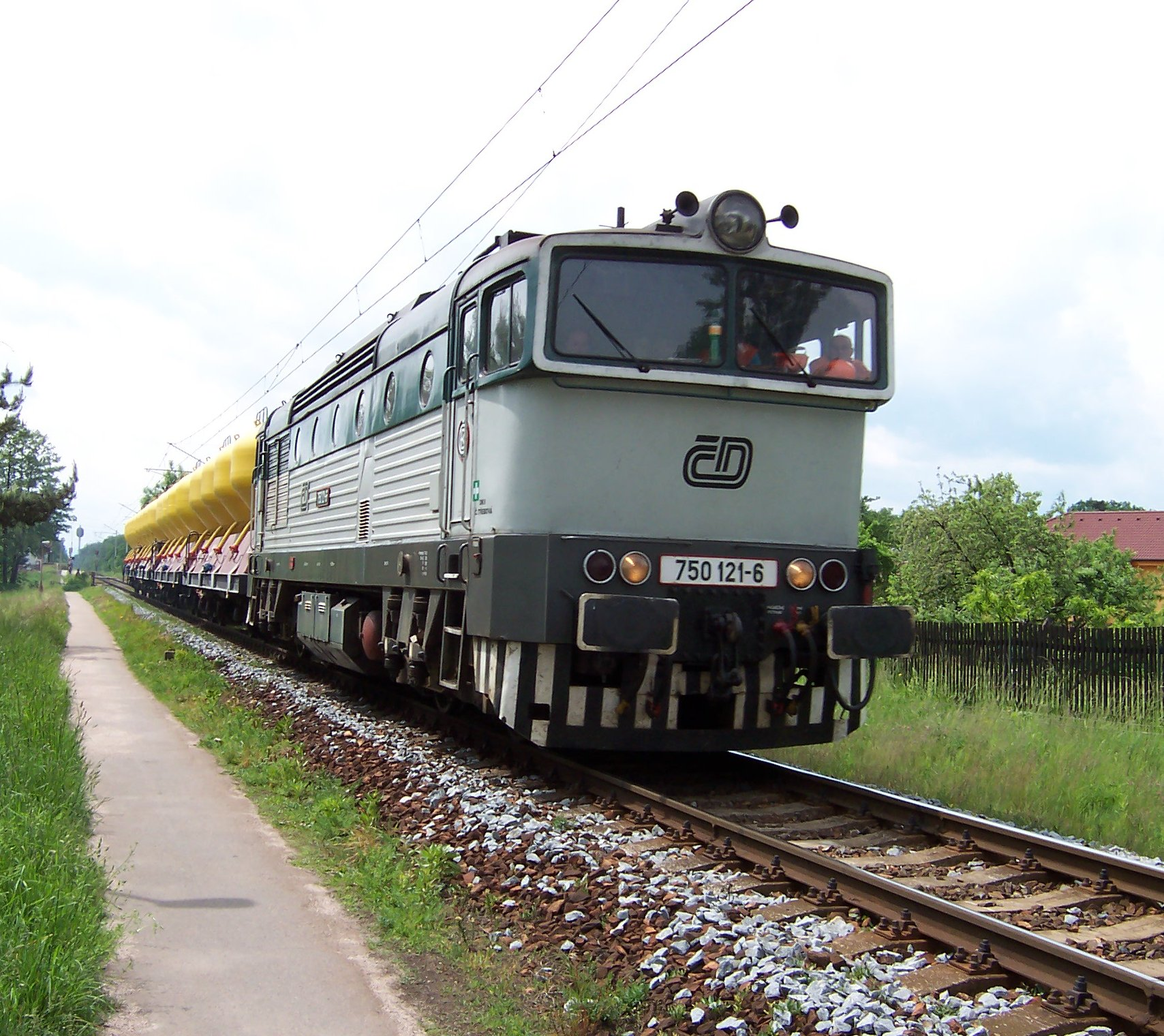
Een locomotief van de České dráhy ter hoogte van Čeperka.

Pardubice hlavní nádraží ↔ Pardubice-Rosice nad Labem ↔ Pardubice-Semtín ↔ Stéblová ↔ Čeperka ↔ Opatovice nad Labem ↔ Hradec Králové hlavní nádraží ↔ Předměřice nad Labem ↔ Lochenice ↔ Smiřice ↔ Černožice - Semonice ↔ Jaroměř